# 김동건 (2004년)
김동건(2004년 1월 18일 ~ )는 대한민국의 축구 선수로, 포지션은 골키퍼이다. 현재 K리그2 천안 시티 FC 소속이다.